# Playa Pinochet de la Barra
Der Playa Pinochet de la Barra ist ein Strand im Norden der Livingston-Insel im Archipel der Südlichen Shetlandinseln. Im Norden des Kap Shirreff liegt er unmittelbar östlich des Punta Pingüino.
Chilenische Wissenschaftler benannten ihn nach Óscar Pinochet de la Barra (1920–2014), Direktor des Instituto Antártico Chileno.